# 克魯斯-德爾埃赫

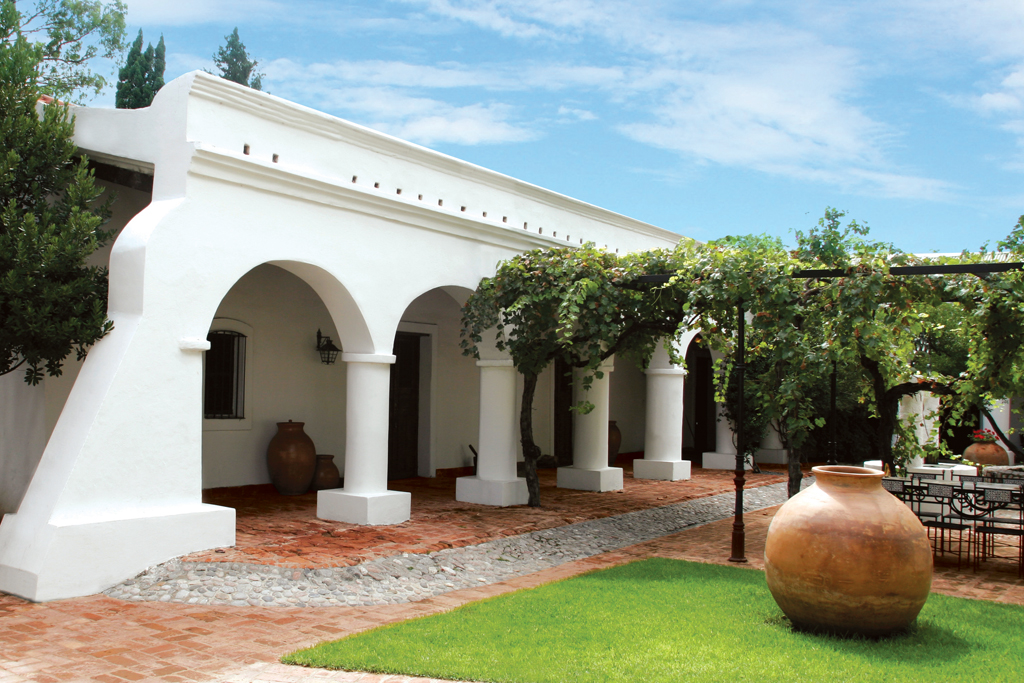
克魯斯-德爾埃赫

30°44′S 64°48′W / 30.733°S 64.800°W
克魯斯-德爾埃赫（西班牙語：Cruz del Eje），是阿根廷的城鎮，位於該國中部科爾多瓦省，是克魯斯-德爾埃赫縣的首府，始建於1735年9月22日，海拔高度449米，2010年人口30,680。